# Abe Tadaaki
Abe Tadaaki est un nom japonais traditionnel ; le nom de famille (ou le nom d'école), Abe, précède donc le prénom (ou le nom d'artiste).
Abe Tadaaki (阿部 忠秋, 4 septembre 1602-25 juin 1675) est un fonctionnaire de haut rang du gouvernement au Japon sous Tokugawa Iemitsu et Ietsuna, troisième et quatrième shogun Tokugawa.

## Biographie
Daimyo du domaine d'Oshi (actuelle préfecture de Saitama), avec un revenu de 80 000 koku (précédemment 50 000), Abe est nommé wakadoshiyori (conseiller junior) en 1633 et rōjū (conseiller ancien) peu de temps après.
Iemitsu meurt en 1651 et Ietsuna, son fils de dix ans, lui succède. Conformément à la coutume du junshi, un certain nombre des plus proches conseillers et obligés de Iemitsu se suicident afin de suivre leur maître dans la mort. Abe ne participe pas à cette pratique et est laissé, avec une poignée d'autres fonctionnaires et conseillers de haut rang, pour gérer les affaires du gouvernement.
Particulièrement connu pour son intégrité, ses hautes valeurs morales et sons sens pratique d'un bon gouvernement, Abe Tadaaki est reconnu pour ses tentatives de trouver un emploi pour un certain nombre de samouraïs devenus rōnin à la suite de la rébellion de Keian, coup d'État avorté la même année, juste après la mort de Iemitsu. Alors que d'autres ministres du gouvernement réagissent à l'insurrection avec le désir instinctif d'expulser tous les rōnin d'Edo (la capitale shogunale, aujourd'hui Tokyo), Abe juge plus pertinent de prendre une voie quelque peu plus souple en facilitant la recherche d'un emploi légitime pour les rōnin et donc de réduire considérablement le nombre de ceux qui ont des raisons de prendre les armes contre le shogunat.
Plusieurs années avant la mort de Tadaaki en 1671, Sakai Tadakiyo est nommé à la tête du conseil de rōjū. Tadaaki réprimande constamment Sakai pour son mauvais sens de la bonne politique et sa nature décontractée. Il l'accuse de corruption passive et de gestion des situations au cas par cas, sans aucun sens politique ou de progression vers un objectif global. Néanmoins, après trente-huit ans de loyaux services pour le shogunat, Tadaaki meurt à l'âge de 68 ans, laissant le gouvernement dans les mains de gens comme ceux dont les politiques (ou l'absence de politique) conduirait au bout de plusieurs décennies à l'ère Genroku (1688-1704), qui connaîtra un sommet dans la corruption, l'hédonisme et le gaspillage.